# Азовстал
„Азовстал“ (на украински: Азовсталь) е една от най-големите металургични компании в Украйна.
Металургичният завод е почти напълно разрушен от руските бомбардировки по време на руската инвазия в Украйна през 2022 г. и обсадата на Мариупол.

## История

### 20-ти век

#### Построяване
„Азовстал“ е създадена през 1930 г. в Мариупол, Украинска ССР (Съветския съюз) с решение на Президиума на Върховния съвет на народното стопанство и започва производство през 1933 г., когато нейната доменна пещ извежда първото желязо. През януари 1935 г. започва производството на стомана в „Азовстал“ с пускането в експлоатация на първата 250-тонна накланяща се открита пещ в Съветския съюз. Компанията е една от най-модерните в Съветския съюз, със структури, построени както за работниците, така и за техните семейства извън фабриката. Преди нацистката инвазия се съобщава, че има повече от 12 000 работнически домове, училища, киносалони, болница и родилна клиника и два парка.

#### Втората световна война
По време на Втората световна война работата е принудена да спре през 1941 г., когато Нацистка Германия окупира Мариупол. Като част от германската програма, завода се използва за производство на боеприпаси от 1942 г.
През септември 1943 г., след освобождаването на града от съветските войски, заводът е възстановен.

#### Украинска независимост
През 1991 г., след обявяването на независимостта на Украйна, заводът става собственост на украинската държава. През 1996 г. държавата започва своята приватизация. Той е собственост основно на „Метинвест“, металургичната компания, която е изцяло собственост на украинския бизнес конгломерат Systems Capital Management.

### 21-ви век
През 2005 г. заводът произвежда 5 906 милиона тона стомана. От 2006 г. той си партнира с Приазовския държавен технически университет, за да помогне приобщаването на студентите при работа в обекта. През 2011 г. е третият по големина производител на стомана в страната, с 15% от цялото производство на стомана и известен като голям износител на стоманени плочи и заготовки.
През 2014 г. бункерите под фабриката са използвани, когато подкрепяните от Русия сепаратисти от Донбас се опитват да превземат Мариупол от украинското правителство.

#### Екологични протести и реформи
В проучване от 1999 г. е установено, че обектът е идентифициран от регионална агенция за опазване на околната среда като вторият по големина замърсител на въздуха в региона.  За да се опитат да се намалят количествата на замърсяване, за първи път е приложена малка програма за смекчаване на замърсяването, причинено от графит и изпарения от топилни заводи, която е въведена в по-голям мащаб, след като показва полезни резултати.
В резултат на слаби екологични регулации и „напълно остаряло“ оборудване, използвано от „Азовстал“ и други фабрики, собственост на „Метинвест“ в града, Мариупол е наречен от National Geographic като „един от най-замърсените градове“ в Украйна. През 2018 и 2019 г. жителите на Мариупол протестират за реформа.

#### Руска инвазия в Украйна (2022)
През март 2022 г., по време на обсадата на Мариупол, „Азовстал“ е сериозно засегнат, като депутатът от украинския парламент Сергей Тарута заявява, че руските сили „на практика са унищожили завода“.
До 16 април той се превръща в последния джоб на организираната съпротива в обсадата. Руските сили дават на защитниците до 06:00 ч. московско време на 17 април да се предадат, твърдейки, че ако оставят оръжията си, ще гарантират живота им. Украинските сили отказват да се предадат и части от завода остават под техен контрол.
„Азовстал“ разполага с ядрени бункери и тунели, готови да издържат на ядрена атака.